# Khalid Reeves
Khalid Reeves (Queens, 15 luglio 1972) è un ex cestista e allenatore di pallacanestro statunitense, professionista nella NBA, in Grecia, Francia, Libano e Venezuela.

## Carriera
È stato selezionato dai Miami Heat al primo giro del Draft NBA 1994 (12ª scelta assoluta).
È stato assistente allenatore alla Christ the King Regional High School.

## Statistiche

### College
| Anno      | Squadra          | PG  | PT | MP   | TC%  | 3P%  | TL%  | RP  | AP  | PRP | SP  | PP   |
| --------- | ---------------- | --- | -- | ---- | ---- | ---- | ---- | --- | --- | --- | --- | ---- |
| 1990-1991 | Arizona Wildcats | 35  | -  | 18,8 | 45,4 | 46,3 | 69,0 | 2,3 | 2,9 | 1,0 | 0,2 | 9,1  |
| 1991-1992 | Arizona Wildcats | 30  | 28 | 30,7 | 47,6 | 37,0 | 78,8 | 3,2 | 3,7 | 1,7 | 0,1 | 13,9 |
| 1992-1993 | Arizona Wildcats | 28  | 26 | 26,9 | 49,8 | 32,9 | 72,7 | 3,5 | 2,9 | 1,3 | 0,0 | 12,2 |
| 1993-1994 | Arizona Wildcats | 35  | 35 | 31,8 | 48,3 | 37,9 | 79,9 | 4,3 | 2,9 | 1,8 | 0,1 | 24,2 |
| Carriera  | Carriera         | 128 | 89 | 26,9 | 47,9 | 38,0 | 76,3 | 3,3 | 3,1 | 1,5 | 0,1 | 15,0 |

### NBA

#### Regular season
| Anno      | Squadra           | PG  | PT  | MP   | TC%  | 3P%  | TL%  | RP  | AP  | PRP | SP  | PP  |
| --------- | ----------------- | --- | --- | ---- | ---- | ---- | ---- | --- | --- | --- | --- | --- |
| 1994-1995 | Miami Heat        | 67  | 17  | 21,8 | 44,3 | 39,2 | 71,4 | 2,8 | 4,3 | 1,1 | 0,1 | 9,2 |
| 1995-1996 | Charlotte Hornets | 20  | 5   | 20,9 | 45,8 | 30,6 | 84,3 | 2,0 | 3,6 | 0,8 | 0,1 | 8,1 |
| 1995-1996 | N.J. Nets         | 31  | 7   | 13,4 | 37,6 | 30,9 | 58,1 | 1,3 | 1,5 | 0,7 | 0,1 | 3,8 |
| 1996-1997 | N.J. Nets         | 50  | 18  | 21,0 | 39,3 | 39,6 | 74,7 | 1,8 | 3,4 | 0,5 | 0,1 | 8,3 |
| 1996-1997 | Dallas Mavericks  | 13  | 12  | 29,5 | 38,7 | 20,0 | 75,0 | 2,4 | 4,3 | 0,8 | 0,2 | 7,8 |
| 1997-1998 | Dallas Mavericks  | 82  | 54  | 23,8 | 41,8 | 36,8 | 77,5 | 2,3 | 2,8 | 1,0 | 0,1 | 8,7 |
| 1998-1999 | Detroit Pistons   | 11  | 0   | 10,2 | 38,1 | 33,3 | 57,1 | 0,6 | 1,0 | 0,4 | 0,0 | 2,3 |
| 1999-2000 | Chicago Bulls     | 3   | 0   | 16,0 | 25,0 | 0,0  | 100  | 1,3 | 4,3 | 0,7 | 0,0 | 3,7 |
| Carriera  | Carriera          | 277 | 113 | 21,1 | 41,6 | 36,3 | 74,4 | 2,1 | 3,2 | 0,8 | 0,1 | 7,8 |

## Palmarès
- McDonald's All-American Game (1990)
- NCAA AP All-America Second Team (1994)